# 中央競馬テレビ・ラジオ中継一覧
中央競馬テレビ・ラジオ中継一覧（ちゅうおうけいばテレビラジオちゅうけいいちらん）
以下は中央競馬のテレビ・ラジオ中継番組の一覧。

## テレビ
※HD=ハイビジョン制作番組

### 日本放送協会（NHK）
- NHK競馬中継 ※HD

総合テレビで皐月賞、日本ダービー、菊花賞、春秋の天皇賞、有馬記念、NHKマイルカップ（NHKが寄贈賞を提供、唯一の非八大競走）の中継を行っている。なお、BSにおいて適宜他のGI競走を中継する場合があった。但し法律により、国会中継（放送法4条）・選挙報道（公職選挙法150条等）及び災害報道（災害対策基本法）が最優先される為、放送を中止する場合がある。

### テレビ東京系
- ウイニング競馬（テレ東・BSテレ東　旧：土曜競馬中継） ※HD
- TVhサマー競馬NEXT（テレビ北海道　旧：TVhサマー競馬） ※HD
- KEIBAワンダーランド（テレビ愛知・放送終了　旧：土曜競馬中継） ※HD
- 土曜小倉競馬（TVQ九州放送・放送終了）

メインレース等のレース映像は後述のKBS京都を含めた系列局・各制作局相互に融通しあっているが、それで賄えない場合は山口シネマ（2009年、プラスミックより社名変更）制作の映像をJRAより貰い受ける。実況音声はラジオNIKKEI制作。

### フジテレビ系
基本的に「日曜15:00 - 16:00（JST）に放送」だが、「東日本・沖縄（北海道・福島・新潟では競馬開催時には自社制作の競馬番組に差し替え）と西日本（東海・福岡は競馬開催時は独自編成に差し替え）、BSデジタルでネット番組が異なる」「一部地方局ではGI競走施行日のみ放送」「一部の競走施行日に放送時間を拡大する」という特徴がある。なお、メインレースなどのレース映像・実況などは各制作局相互に融通しあっている。
- みんなのKEIBA（フジテレビなど　旧：競馬中継、チャレンジ・ザ・競馬、スーパー競馬、みんなのケイバ） ※HD
- KEIBA BEAT（カンテレ・東海テレビ・テレビ西日本　旧：競馬中継、エキサイティング競馬、DREAM競馬） ※HD
- KEIBAプレミア（北海道文化放送　旧：uhb競馬中継、ドラマチック競馬） ※HD
- エキサイティング競馬（福島テレビ　旧：競馬中継） ※HD
- NSTみんなのKEIBA（NST　旧：NSTスーパー競馬） ※HD
- 競馬大王→BSフジ競馬中継→BSスーパーKEIBA（BSフジ） ※HD

『BSフジ競馬中継』時代は『みんなのKEIBA』・『KEIBA BEAT』・『ドラマチック競馬』（夏季北海道開催時）のいずれかをサイマル放送していた。ただし、フェブラリーステークス、ヴィクトリアマイル、安田記念、新潟記念、小倉2歳ステークスの開催日とFNS系地上波で競馬中継が放送できない日（例年FNSの日、F1日本グランプリ）はBSフジ独自制作版を放送（2010年までは日本ダービー、七夕賞（福島開催）、ジャパンカップ、2011年までは天皇賞（秋）が放送対象だった）。
『BSスーパーKEIBA』については番組開始時から2019年までは一部重賞競走施行日のみ放送だったが、2020年よりレギュラー放送に昇格となる。

### 独立局
- LIVE&REPORT 中央競馬中継（チバテレ・放送終了　旧：中央競馬ワイド中継） ※HD
- うまDOKI（KBS京都　旧：競馬中継、KEIBAワンダーランド） ※HD（ただし取材VTRなどはSDのまま）
- KEIBAワンダーランド（三重テレビ・放送終了　旧：日曜競馬リレー中継）

日曜日の中京レース開催時に限り、レース映像を除いてHD。
土曜日『土曜ワイドスペシャル・競馬中継』はテレビ愛知制作により裏送りリレー放送。ただし夏季（7月中旬 - 下旬）は局によって高校野球地区予選中継を最優先で放送するため、放送されないこともある。

### その他
- ワンダフル競馬（新潟放送　旧：ダイナミック競馬、土曜日第3場開催時） ※HD

全国放送の時はテレビ東京系列とKBS京都・サンテレビなどに中継
- 中央競馬中継（グリーンチャンネル） ※HD
- BSイレブン競馬中継（BS11） ※HD
- 中央競馬LIVE（BS-i（現：BS-TBS）・放送終了） ※HD
- 競馬中継（NETテレビ（現：テレビ朝日）・放送終了）
- HTB土曜競馬中継（北海道テレビ・放送終了）
- CTV中央競馬実況中継（中京テレビ・放送終了）

## ラジオ

### 全国
- 中央競馬実況中継（ラジオNIKKEI）

### 関東
- 中央競馬実況中継（STVラジオ　土曜：『明石のいんでしょ大作戦!』内、日曜：『草野あずみのハッピー競馬』内）[2]
- 福島競馬実況中継（ラジオ福島）

以前は福島市地域=本局のみ→2016年までは午後前半が福島市地域のみ、15時以後はそれ以外の放送支局にもネットして放送していた。2017年からは全局フルネット
- BSNラジオ競馬中継（新潟放送）
- 田中裕二のサンデー競馬小僧（TBSラジオ　『爆笑問題の日曜サンデー』内）
- 競馬中継（文化放送　『おとなりさんday』内）
- 競馬中継（ニッポン放送　『土田晃之 日曜のへそ』内[3]　旧：日曜競馬ニッポン[4]）
- ラジオ日本 土曜・日曜競馬実況中継（ラジオ日本）
- JRA Sound of Thoroughbred（InterFM・放送終了）

英語で実況を行っている。2010年の桜花賞より障害競走を除くGI競走を中継、2011年は日本ダービー以降のマイルチャンピオンシップ南部杯・朝日杯フューチュリティステークス以外の関東主場での平地GI競走を中継（JRA公式の2011年放送日時告知より）。

### 関西
- 競馬中継（東海ラジオ　レギュラーとしては既に終了しており、中京競馬場GIレース開催時など年1 - 2回程度）
- GOGO競馬サンデー!（MBSラジオ・CBCラジオ・RKBラジオ[5]）
  - GOGO競馬サンデー!（CBCラジオ　中京競馬場の裏開催時）
  - GOGO競馬サンデー!ダイナミックジョッキー（KBCラジオ　土曜：『午後はニコニコ!』内、日曜：『サンデーおすぎ』内　小倉競馬場の裏開催時・放送終了）
- 中央競馬実況中継（朝日放送ラジオ・放送終了）
- OBCドラマティック競馬（ラジオ大阪）
- GOGO競馬サタデー!（ラジオ関西　MBSラジオ業務提携）